# Abadí

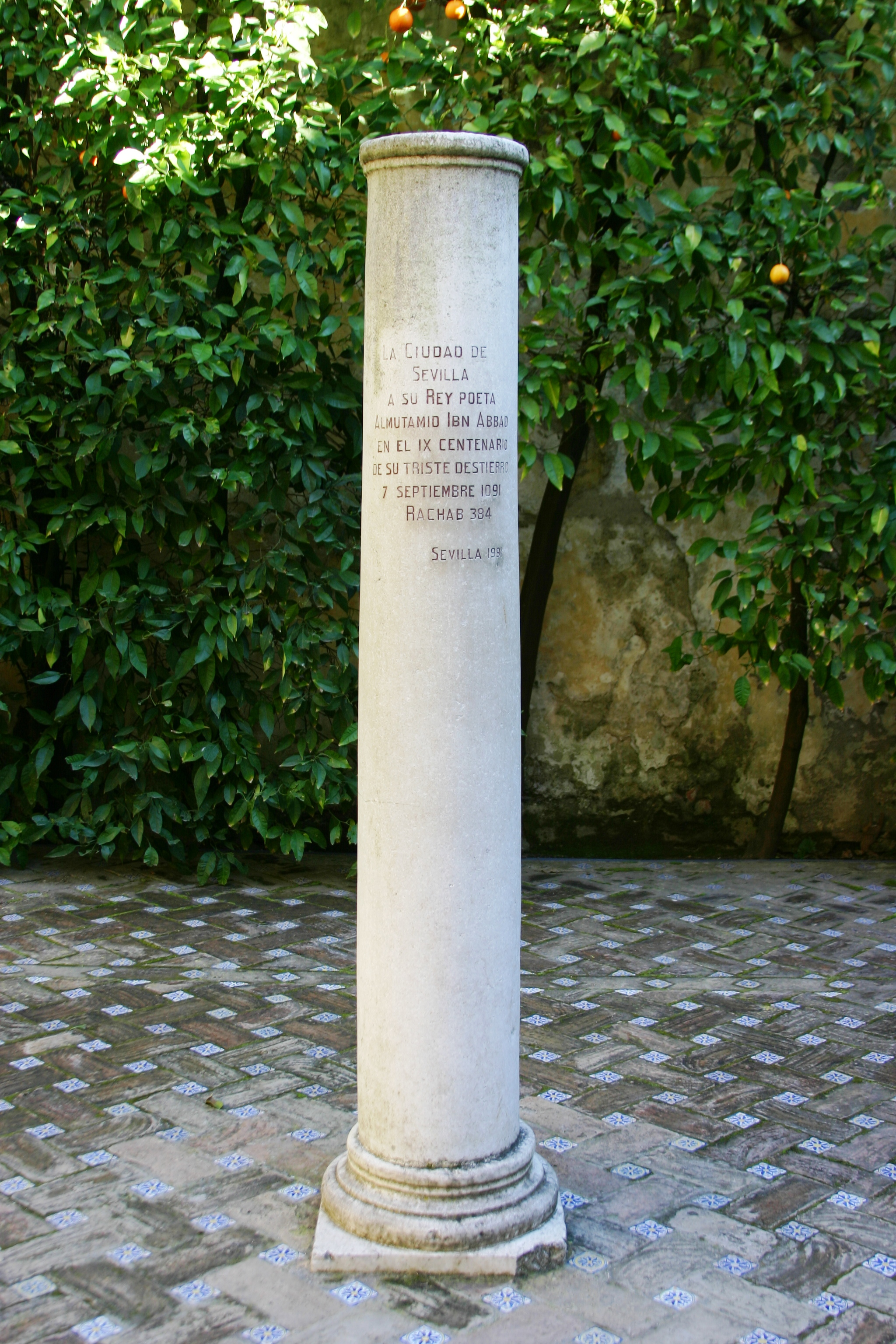
Columna en honor a Al-Mutamid, histórico rey abadí, en el Alcázar de Sevilla

La dinastía abadí fue una dinastía árabe de reyes de al-Ándalus descendientes de Mohámed ben Ismaíl ben Abbad, fundador de la taifa independiente de Sevilla tras la desintegración del califato de Córdoba en 1035. Llegaron a controlar Andalucía Oriental y conquistaron Córdoba en 1078 y Murcia.
De entre la dinastía Hammudí, los ziríes y los Banu Hud, los abadíes fueron el grupo más fuerte y más duradero. Los abadíes perduraron desde 1023 hasta 1091, pero durante su periodo de existencia exhibieron una energía singular y tipificada.
Los abadíes eran una familia de origen árabe establecida en Sevilla desde la conquista musulmana. El fundador de la dinastía fue Abú ul-Cásim Muhámmad ibn Abbad, cadí (juez) de la ciudad que se hizo popular entre sus conciudadanos al organizar la resistencia contra los soldados de fortuna bereberes que estaban rapiñando los fragmentos en los que se estaba deshaciendo el Califato de Córdoba. Al principio prometió gobernar con la ayuda de un consejo formado por los nobles de la ciudad, pero cuando su poder estuvo establecido, se otorgó la apariencia de un título legítimo protegiendo a un impostor que afirmaba ser el califa Hisham II. A su muerte en 1042, había creado un Estado que, aunque débil en comparación con el ahora difunto califato, era fuerte comparado con las taifas que lo rodeaban. Hizo también de su familia los líderes reconocidos de los musulmanes de origen árabe y muladí en contra de los elementos bereberes de al-Ándalus, cuyo jefe era el rey zirí de Granada.
Sus sucesores (su hijo al-Mutadid y su nieto al-Mu'tamid) extendieron los dominios por toda la Andalucía Occidental y Murcia. Sin embargo, sus frecuentes campañas sumieron al reino en una gran debilidad económica, agravada por los tributos que tuvieron que pagar al Reino de Castilla, que en frecuentes campañas llegaron hasta las puertas de Sevilla. Su dominio acabó con la toma de Sevilla por los almorávides en 1091, los cuales habían sido llamados por el propio al-Mu'tamid para conjurar la amenaza del rey Alfonso VI, que había conquistado Toledo en 1085.
Al Mutamid fue el último rey abadí; fue vencido por los almorávides en 1091 y murió desterrado en 1095.